# Sanatorium von Hartungen
Sanatorium von Hartungen è stata un'istituzione esistita a Riva del Garda dal 1888 fino al 1914.

## Premesse
Nel suo resoconto Viaggio in Italia (Italienreise) pubblicato tra il 1813 e il 1817, Johann Wolfgang von Goethe descrisse Torbole, questo contribuì far entrare l'area del Garda trentino tra le mete predilette del turismo dell'alta società del mitteleuropa. 
Nel 1872 venne realizzato ad Arco un Kurort e nel 1873 l'arciduca Alberto d'Asburgo-Teschen, cugino del padre dell'imperatore Francesco Giuseppe I d'Austria fece costruire una villa con parco e scelse questa località per trascorrere ogni anno qualche settimana di villeggiatura.
Nell'entroterra Arco si connotò come meta di turismo invernale per soggiorni climatoterapici, le cittadine rivierasche di Torbole e Riva del Garda, che già a partire dal 1830 avevano assistito ad un progressivo aumento dei visitatori e alla realizzazione di alberghi e alloggi, si orientarono maggiormente verso un turismo ricreativo ed estivo prendendo le distanze dalla possibile identificazione come "luogo di cura".
In questo contesto si colloca la fondazione di Villa Cristoforo, avvenuta nel 1888 ad opera del medico viennese Christoph von Hartungen. La villa è una piccola casa di cura igienico-dietetico in cui si proponevano soggiorni di cura basati sui metodi naturalistici che, all'epoca, si erano già diffusi soprattutto presso gli strati più facoltosi mitteleuropei.

## Il fondatore
Christoph Hartung von Hartungen faceva parte di una famiglia di medici, il padre, Erhard Hartung, nel 1867 era stato nobilitato da Francesco Giuseppe I d'Austria aggiungendo al cognome il suffisso von Hartungen. Christoph collabora dapprima col padre, in seguito se ne distacca e si dedica alla promozione della necessità di una riforma sanitaria basata sulla diffusione di migliori abitudini igieniche e sulla prevenzione. Nel 1887 fonda un'associazione chiamata Hygienischer Verein Österreich rivolta alla diffusione dell'igiene naturale. 
Nel 1888 si trasferisce a Riva del Garda, luogo scelto per permettere alla moglie, Clara Josefa, di ristabilirsi dopo la tubercolosi che l'aveva colpita dopo la nascita del quinto figlio. A Riva possedeva una villa una delle sue pazienti, una nobildonna ungherese. 

## Villa Cristoforo
È proprio questa villa che viene presa in affitto e trasformata nella "pensione igienico-dietetica" Villa Cristoforo. La famiglia si trasferisce in un appartamento al primo piano di una villa situata di fronte a Villa Cristoforo, un anno dopo Hartung acquista Villa Cristoforo.
Villa Cristoforo, in seguito chiamata Villa Cristoforo I ospita "sofferenti di nervi, di malattie mentali, asma, bronchi e obesi". Nel 1891 viene acquistata un'altra villa, chiamata Villa Cristoforo II, in seguito Hartung acquista un terreno sul lago con annessa una casa colonica che viene ristrutturata e diviene Villa Cristoforo III. Gli edifici vengono riunito sotto l'unico nome di Dr. von Hartungen's Sanatorium (Physiatrische Naturheilanstalt) (Sanatorio Dr. von Hartungen istituto fisiatrico e naturalistico).
Agli inizi del XX secolo von Hartungen si rende conto della necessità di realizzare un complesso unitario simile ad altre strutture esistenti in Europa e funzionale a quelle che erano le esigenze della clientela composta da nobili, esponenti dell'alta borghesia e influenti personaggi del mondo della cultura. 
Molti esponenti delle classi privilegiate scelsero infatti soggiornare nella quiete di Riva del Garda preferendola alla più mondana Arco, tra gli ospiti del Sanatorium vi furono diversi letterati come Heinrich e Thomas Mann, Franz Kafka, Max Brod, Christian Morgenstern, Rudolf Steiner, Magnus Hirschfeld e Hermione von Preuschen.
Viene inizialmente progettato un reparto idroterapico naturalistico al quale si affiancano le cosiddette capanne d'aria situate in prossimità del lago. Gli edifici vengono inaugurati nel 1903.
Nel 1905 si laurea in medicina il figlio primogenito Erhard che entra nell'attività del sanatorio. Diviene evidente che le diverse strutture disperse sul territorio di Riva non permettono una gestione razionale e viene progettata una nuova sede di tre piani per l'ospitalità dei clienti da affiancare alla Villa Cristoforo III, l'edificio prende il nome di Villa Belriguardo. Al termine di questa operazione il complesso del Sanatorium comprende le due ville Belriguardo e Miralago (Cristoforo III) site in un parco di 20.000 mq affacciato sul lago e che comprende anche la struttura terapica e le capanne d'aria e di Villa Cristoforo II, l'originaria Villa Cristoforo nel frattempo era divenuta abitazione della famiglia.
Nel 1907 la gestione del Sanatorium passa a Erhard che progetta e realizza il raddoppio di Villa Belriguardo e la costruzione di un villino per la sua famiglia, cede le Ville Cristoforo divenute superflue, trasferisce in seguito la famiglia in una sezione di Villa Belriguardo e trasforma il villino in un alloggio destinato agli ospiti. Con queste ultime modifiche porta il Sanatorium alla sua configurazione definitiva e finale.
Nel 1914 gli edifici vengono requisiti, Erhard ottiene dapprima un rinvio ma viene poi arruolato come tenente colonnello medico e farà ritorno a Riva solo al termine del conflitto. Gli edifici vengono restituiti ma riportano numerosi danni e tutta la proprietà viene venduta.